# 693
El 693 (DCXCIII) fou un any comú començat en dimecres del calendari julià. L'ús del nom «693» per referir-se a aquest any es remunta a l'alta edat mitjana, quan el sistema Anno Domini esdevingué el mètode de numeració dels anys més comú a Europa.

## Esdeveniments
- 25 d'abril - Comença el XVI Concili de Toledo.